# Tratado de Granada (1500)
O Tratado de Granada, assinado em 11 de novembro de 1500, foi um tratado secreto entre Fernando II de Aragão e Luís XII de França, no qual concordaram em dividir o Reino de Nápoles.

## Antecedentes
Após a morte de Carlos IV de Anjou em 1481, a reivindicação angevina para o Reino de Nápoles passou para Luís XI, depois para seu filho Carlos VIII de França em 1483. Embora Carlos tenha conquistado Nápoles com relativa facilidade na Guerra Italiana de 1494-1495, após seu retorno à França, Fernando II de Nápoles rapidamente recuperou seu reino. Fê-lo com o apoio do seu parente distante Fernando II de Aragão, que como governante do vizinho Reino da Sicília via a expansão francesa no sul da Itália como uma ameaça. Em setembro de 1496, Fernando de Nápoles foi sucedido por seu tio Frederico.
Carlos morreu em abril de 1498 e suas reivindicações sobre Nápoles e o Ducado de Milão foram assumidas por seu sucessor, Luís XII. Ciente da hostilidade causada pelas ambições francesas na Itália, em julho de 1498 Luís renovou a Paz de Étaples de 1492 com a Inglaterra e assinou um tratado confirmando as fronteiras francesas com a Borgonha. Em agosto, assinou o Tratado de Marcoussis com Fernando de Aragão; embora não tenha abordado as disputas territoriais pendentes entre os dois países, concordou que os dois países "têm todos os inimigos em comum, exceto o Papa".  Depois de capturar Milão em 1499, Luís retornou à França e iniciou negociações com Fernando de Aragão, oferecendo-se para dividir o reino de Nápoles entre os dois.
Ao fazer isso, Luís esperava evitar uma guerra cara enquanto também contava com a ajuda de Fernando contra Frederico, seu parente e aliado de longo prazo. O acordo foi assinado por Luís em Chambord em 10 de outubro, depois por Fernando em Granada em 11 de novembro. Foi mantido em segredo, embora as duas partes tenham notificado o Papa Alexandre VI, que aprovou a partição e reconheceu Luís como rei de Nápoles.

## Território

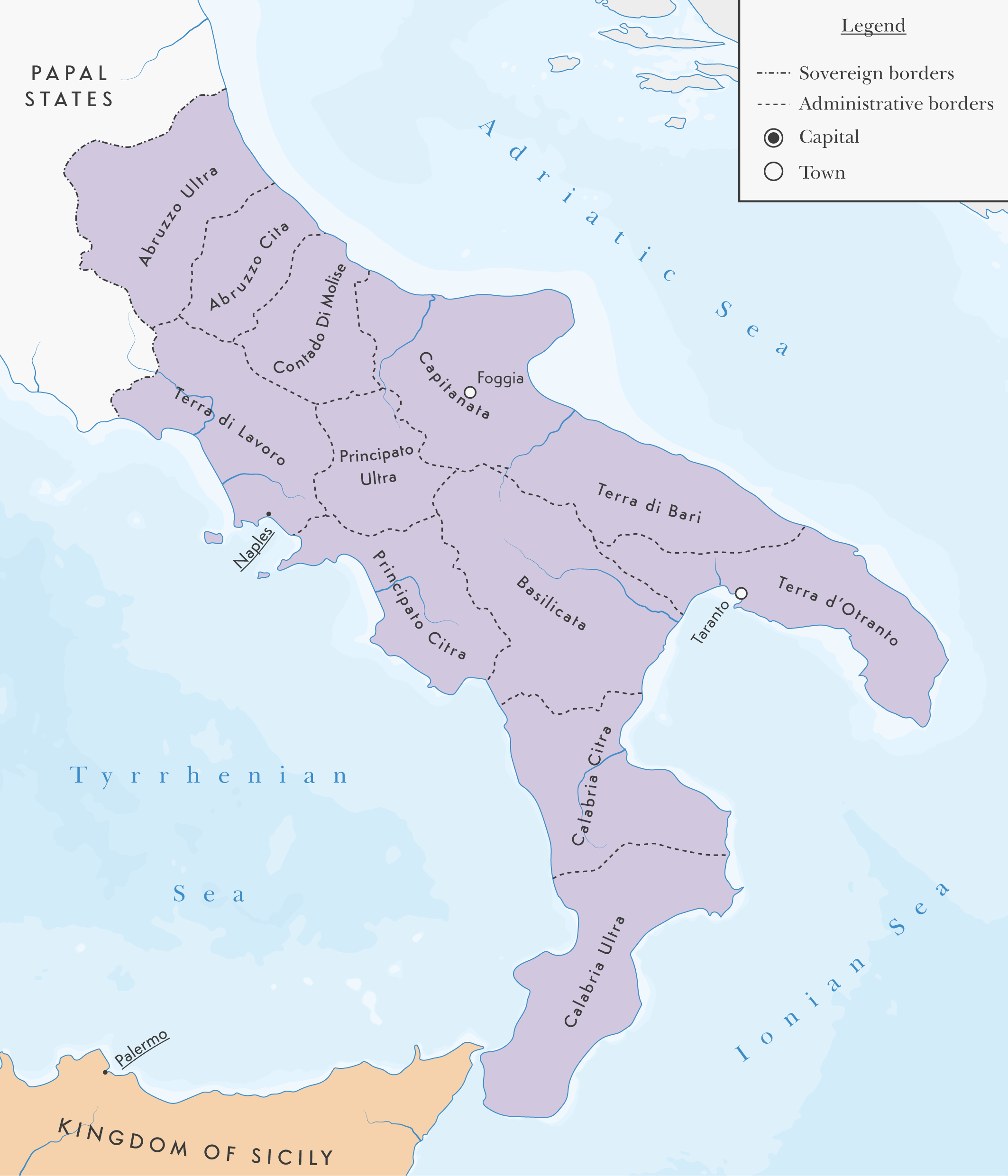
Divisões administrativas do Reino de Nápoles, 1454

Sob os termos do tratado, Luís adquiriu as regiões setentrionais do reino, incluindo o Abruzzo, a Terra di Lavoro, Gaeta e a própria Nápoles. Fernando recebeu as áreas do sul, notavelmente a Calábria, imediatamente adjacente à Sicília, a Terra di Bari e a Terra di Otranto, ambas agora parte da Apúlia (ver Mapa).
No entanto, três distritos ficaram sem designação, o Basilicata, Principato e Capitanate. Com base na estrutura administrativa anterior, Fernando argumentou que os dois primeiros pertenciam à Calábria, enquanto o terceiro fazia parte da Apúlia, e assim se enquadravam em sua esfera de controle, uma reivindicação contestada pelos franceses. O mais importante dos três era o Capitanato, uma área em grande parte pastoril cujos impostos, ou dogana delle pecore, eram uma fonte primária de receita para o estado napolitano.
O acordo foi severamente criticado por contemporâneos como Nicolau Maquiavel e historiadores modernos, que argumentam que Fernando já havia concordado em permanecer neutro no Tratado de Marcoussis de 1499. Convidar a Espanha para Nápoles, sem demarcar claramente a alocação desses territórios, só poderia funcionar em detrimento de Luís.

## Consequências
Os franceses e espanhóis rapidamente invadiram o reino no verão de 1501, especialmente porque o infeliz Frederico estava inicialmente convencido de que a força espanhola que desembarcou na Calábria estava lá para apoiá-lo. Em 24 de julho, o exército francês capturou Cápua e Luís decidiu usá-lo como um aviso do que os outros poderiam esperar se resistissem. Grande parte da cidade foi destruída, mulheres submetidas a estupros em massa e vendidas como escravas, enquanto as estimativas de mortos variavam de 2 000 a 4 000, ações que causaram consternação em toda a Itália.  A resistência desmoronou e, em agosto, Frederico entregou Nápoles aos franceses; foi enviado para o exílio na França, onde morreu em 1504.
Com os espanhóis ocupados cercando Otranto, os franceses tomaram o controle das áreas disputadas e se recusaram a entregá-las. As tentativas de resolver a questão através da negociação falharam, em parte porque muitos da nobreza napolitana possuíam terras em ambas as partes do reino e não conseguiram chegar a um acordo sobre uma solução. No final de 1502, pequenas escaramuças entre os dois lados levaram a uma guerra em grande escala; no final de 1503, os franceses foram expulsos de Nápoles mais uma vez e Fernando assumiu o controle de todo o reino.